# Odonturisca epiproctalis
Odonturisca epiproctalis är en insektsart som beskrevs av Andrej Vasiljevitj Gorochov 2008. Odonturisca epiproctalis ingår i släktet Odonturisca och familjen vårtbitare. Inga underarter finns listade i Catalogue of Life.